# 橡树溪 (科罗拉多州)
橡树溪（英語：Oak Creek），是美国科罗拉多州鲁特县下属的一座城市。建市于1907年12月26日，面积大约为0.344平方英里（0.891平方公里）。根据2010年美国人口普查，该市有人口884人。2011年估计该市有人口874人，相比2010年人口增长率为-1.13%。同时，论人口该市是科罗拉多州第155大城市。